# Li Shijia
Li Shijia (en chino: 李诗佳; Sichuan, 2003) es una deportista china que compite en gimnasia artística. Ganó una medalla de bronce en el Campeonato Mundial de Gimnasia Artística de 2019, en la barra de equilibrio.

## Palmarés internacional
| Campeonato Mundial | Campeonato Mundial   | Campeonato Mundial | Campeonato Mundial |
| Año                | Lugar                | Medalla            | Prueba             |
| ------------------ | -------------------- | ------------------ | ------------------ |
| 2019               | Stuttgart (Alemania) | Medalla de bronce  | Barra              |